# Grupo de familias zinguiberoides
En taxonomía de plantas, se denomina Ginger-families o Ginger group (grupo de familias zinguiberoides, o jengibroides) o Core Zingiberales (Núcleo de los Zingiberales) a un grupo monofilético del orden Zingiberales (:Monocotyledoneae) que consta de 4 familias: Zingiberaceae (la familia del jengibre, que le da el nombre al grupo), Costaceae, Marantaceae y Cannaceae. Poseen la sinapomorfía de una única antera fértil y 4 o 5 estaminodios altamente modificados., además sus hojas no se desgarran con facilidad entre las venas secundarias. Constituyen un grupo morfológico que se distingue del asemblaje parafilético llamado de las banana-families (grupo de familias musoides).